# تيمو بيريز
تيمو بيريز (بالإسبانية: Timo Pérez)‏ هو لاعب كرة قاعدة مكسيكي، ولد في 8 أبريل 1975 في باني في جمهورية الدومينيكان.

## وصلات خارجية
- تيمو بيريز على موقع دوري كرة القاعدة الرئيسي (الإنجليزية)
- تيمو بيريز على موقع الدوري الياباني لكرة القاعدة (الإنجليزية)
- تيمو بيريز على موقعبيزبول رفرنس.كوم (الدوري الرئيسي) (الإنجليزية)
- تيمو بيريز على موقعبيزبول رفرنس.كوم (الدوري الثانوي) (الإنجليزية)
- تيمو بيريز على موقع إي إس بي إن.كوم (أم.أل.بي) (الإنجليزية)
- تيمو بيريز على موقع مشجعي الرسوم البيانية (الإنجليزية)